# سن آنجلو (تگزاس)
سن آنجلو، تگزاس(به انگلیسی: San Angelo, Texas) شهری در ایالت تگزاس از ایالات جنوبی ایالات متحده آمریکا است. در سرشماری سال ۲۰۰۰، جمعیت این شهر ۹۲۱۴۷ نفر اعلام شد.
دانشگاه ایالتی آنجلو اینجا قرار دارد.

## جستارهای ویژه
- فهرست شهرهای تگزاس